# Whiplash (píseň, Metallica)
"Whiplash" je skladba americké heavy metalové skupiny Metallica. Vyšla jako první singl z jejich debutového alba Kill 'Em All. Mnohokrát byl zahrána jako coververze, nejznámější je patrně verze od Motörhead, která obdržela cenu Grammy za nejlepší metalový počin.
"Whiplash" byla poprvé zahrána 23. října 1982 a je jednou z posledních skladeb složených pro album Kill 'Em All.